# Редькино (Лотошинский район)
Редькино — деревня в Лотошинском районе Московской области России.
Относится к городскому поселению Лотошино, до реформы 2006 года относилась к Монасеинскому сельскому округу. Население — 0 чел. (2010).

## География
Расположена в центральной части городского поселения, примерно в 5 км к западу от районного центра — посёлка городского типа Лотошино. На территории находится садовое товарищество. Соседние населённые пункты — деревни Высочки и Стрешневы Горы. Автобусное сообщение с райцентром.

## Исторические сведения
По сведениям 1859 года Редькино — владельческая деревня 1-го стана Волоколамского уезда Московской губернии по правую сторону Зубцовского тракта, в 44 верстах от уездного города, при колодце, с 16 дворами и 165 жителями (76 мужчин и 89 женщин).
До 1919 года входила в состав Кульпинской волости. Постановлением НКВД от 19 марта 1919 года была передана в Лотошинскую волость.
По материалам Всесоюзной переписи населения 1926 года относилась к Высочковскому сельсовету, в ней проживало 283 человека (145 мужчин, 138 женщин), насчитывалось 56 крестьянских хозяйств.
С 1929 года — населённый пункт в составе Лотошинского района Московской области.

## Население
| 1852 | 1859 | 1926 | 2002 | 2006 | 2010 |
| ---- | ---- | ---- | ---- | ---- | ---- |
| 166  | ↘165 | ↗283 | ↘0   | →0   | →0   |